# موتور 22خرداد (أرزوئية)
موتور 22خرداد (بالإنجليزية: Mowtowr-e 22 Khordad)‏ هي منطقة سكنية تقع في إيران في Arzuiyeh Rural District. يقدر عدد سكانها بـ 108 نسمة .